# 林文城
林文城（1965年1月1日—1992年3月6日）是一名台灣棒球選手，1991年返國加入兄弟象隊，1992年3月6日因車禍逝世。

## 經歷
- 花蓮縣北富國小少棒隊
- 榮工少棒隊
- 榮工青少棒隊
- 榮工青棒隊
- 合作金庫棒球隊
- 陸光棒球隊
- 微笑堂棒球隊（日本業餘社會人球隊）
- 中華職棒兄弟象隊 (1991年1月1日~1992年3月6日)

## 外部連結
- 林文城在台灣棒球維基館上的頁面（繁體中文）